# جون بيرسون (منتج أفلام)
جون بيرسون (بالإنجليزية: John Pierson)‏ هو منتج أفلام أمريكي، ولد في 10 أبريل 1954 في الولايات المتحدة.

## وصلات خارجية
- جون بيرسون على موقع IMDb (الإنجليزية)
- جون بيرسون على موقع قاعدة بيانات الفيلم (الإنجليزية)